# Цикурин
Цикурините (на латински: Cicurinus) са римска патрицианска фамилия от род Ветурии.
Съществуват клоновете Гемини Цикурини (Geminus Cicurinus) и Краси Цикурини (Crassus Cicurinus).
Известни с това име:
- Гай Ветурий Гемин Цикурин, 509 пр.н.е. квестор, консул 499 пр.н.е.
- Тит Ветурий Гемин Цикурин (консул 494 пр.н.е.)
- Тит Ветурий Гемин Цикурин (консул 462 пр.н.е.)
- Гай Ветурий Гемин Цикурин, консул 455 пр.н.е.
- Луций Ветурий Крас Цикурин, 451 пр.н.е. в първия децемвират на Римската република
- Спурий Ветиррий Рутилий Крас, консулски военен трибун 417 пр.н.е.
- Марк Ветурий Крас Цикурин, консулски военен трибун 399 пр.н.е.
- Гай Ветурий Крас Цикурин, консулски военен трибун 377 и 369 пр.н.е.
- Луций Ветурий Крас Цикурин (трибун 368 пр.н.е.), консулски военен трибун 368 и 367 пр.н.е.